# Ludvíkovice
Ludvíkovice là một làng thuộc huyện Děčín, vùng Ústecký, Cộng hòa Séc.